# Општина Лунка (Телеорман)
Лунка (рум. Lunca) општина је у Румунији у округу Телеорман.
Oпштина се налази на надморској висини од 34 m.